# Avima granulosa
Avima granulosa is een hooiwagen uit de familie Agoristenidae. De originele naamcombinatie (protoniem) was Vima granulosa González-Sponga, 1998. Een volgende naamrecombinatie werd gepubliceerd als Trinella granulata (González-Sponga, 1998), maar met een spelfout. Deze fout werd later herhaald Avima granulata (González-Sponga, 1998), maar vervolgens gewijzigd.